# Marco Giandebiaggi
Marco Giandebiaggi (Parma, 1º febbraio 1969) è un allenatore di calcio ed ex calciatore italiano, di ruolo centrocampista.

## Carriera

### Giocatore
Cresce nell'Audace Parma insieme a Giovanni Bia e Alessandro Melli. Successivamente passa al Parma nel 1985, per poi essere mandato a fare esperienza alla Pro Patria in Serie C2 nella stagione 1987-88, dove gioca un ottimo campionato nonostante la retrocessione della squadra, realizzando 6 reti in 23 presenze. L'anno successivo torna al Parma, che lo fa giocare tra i cadetti. Nella formazione gialloblù realizza un gol con 21 presenze, conquistando a maggio del 1990 una storica promozione in Serie A – la prima per gli emiliani dall'istituzione del girone unico.

Giandebiaggi al Parma nel 1989-1990, assieme a Melli

Nella stagione 1990-91 lo ingaggia la Cremonese, con la quale ottiene subito una nuova promozione in massima serie. Con i grigiorossi esordisce in Serie A il 1º settembre 1991 in Genoa-Cremonese (2-0). Rimane in totale per sette stagioni con la squadra lombarda, di cui quattro giocate in massima categoria; sono gli anni magici della Cremonese allenata da Luigi Simoni, squadra con la quale vince anche la Coppa Anglo-Italiana a Wembley nel 1993. 
Nell'annata 1997-98 si trasferisce in cadetteria nel Verona, dove raggiunge una terza promozione in A nella stagione 1998-99. Con gli scaligeri gioca anche il successivo campionato di Serie A, in cui totalizza 13 presenze. Segue l'esperienza calabrese, ingaggiato a ottobre del 2000 dal Cosenza di Bortolo Mutti, con cui sfiora un'altra promozione, mancata nel rush finale della stagione. Con la squadra rossoblù conquista nel 2002 una difficile salvezza in B, guidato dall'allenatore Luigi De Rosa. Successivamente si trasferisce in C2 al Sassuolo. Passa poi nei dilettanti nel Suzzara, in Eccellenza, dove rimane due anni, e altrettanti ne gioca nel Colorno, in Promozione, dove chiude la carriera agonistica.
Conta 139 presenze in Serie A con 6 gol realizzati.

### Allenatore
Dopo aver lavorato nel settore giovanile del Parma, ha allenato la formazione juniores del Colorno per poi divenire, dal 18 gennaio 2013, il tecnico della Piccardo & Savorè, squadra parmense di Terza Categoria. Con Giandebiaggi alla guida, i gialloneri ottengono nello spazio di un biennio una doppia promozione in Prima Categoria.
Dal 2016 lascia la Piccardo & Savorè per passare ad allenare il San Secondo, squadra che milita nel campionato di promozione.
Oltre ad allenare gioca nella squadra amatoriale dell'Audace Parma, società dove aveva iniziato l'attività agonistica.

## Statistiche

### Presenze e reti nei club
| Stagione         | Squadra          | Campionato       | Campionato | Campionato | Coppe nazionali | Coppe nazionali | Coppe nazionali | Coppe continentali | Coppe continentali | Coppe continentali | Altre coppe | Altre coppe | Altre coppe | Totale | Totale |
| Stagione         | Squadra          | Comp             | Pres       | Reti       | Comp            | Pres            | Reti            | Comp               | Pres               | Reti               | Comp        | Pres        | Reti        | Pres   | Reti   |
| ---------------- | ---------------- | ---------------- | ---------- | ---------- | --------------- | --------------- | --------------- | ------------------ | ------------------ | ------------------ | ----------- | ----------- | ----------- | ------ | ------ |
| 1986-1987        | Parma            | B                | 1          | 0          | CI              | 0               | 0               | -                  | -                  | -                  | -           | -           | -           | 1      | 0      |
| 1987-1988        | Pro Patria       | C2               | 23         | 6          | CI-C            | ?               | ?               | -                  | -                  | -                  | -           | -           | -           | 23+    | 6+     |
| 1988-1989        | Parma            | B                | 21         | 1          | CI              | 4               | 1               | -                  | -                  | -                  | -           | -           | -           | 25     | 2      |
| 1989-1990        | Parma            | B                | 20         | 0          | CI              | 1               | 0               | -                  | -                  | -                  | -           | -           | -           | 21     | 0      |
| Totale Parma     | Totale Parma     | Totale Parma     | 42         | 1          |                 | 5               | 1               |                    | -                  | -                  |             | -           | -           | 47     | 2      |
| 1990-1991        | Cremonese        | B                | 33         | 2          | CI              | 4               | 0               | -                  | -                  | -                  | -           | -           | -           | 37     | 2      |
| 1991-1992        | Cremonese        | A                | 31         | 1          | CI              | 1               | 0               | -                  | -                  | -                  | -           | -           | -           | 32     | 1      |
| 1992-1993        | Cremonese        | B                | 35         | 3          | CI              | 1               | 0               | CAI                | 1+                 | 0                  | -           | -           | -           | 37+    | 0      |
| 1993-1994        | Cremonese        | A                | 33         | 4          | CI              | 2               | 0               | -                  | -                  | -                  | -           | -           | -           | 35     | 4      |
| 1994-1995        | Cremonese        | A                | 30         | 0          | CI              | 2               | 0               | -                  | -                  | -                  | -           | -           | -           | 32     | 0      |
| 1995-1996        | Cremonese        | A                | 32         | 1          | CI              | 2               | 0               | -                  | -                  | -                  | -           | -           | -           | 34     | 1      |
| 1996-1997        | Cremonese        | B                | 28         | 3          | CI              | 4               | 0               | -                  | -                  | -                  | -           | -           | -           | 32     | 3      |
| Totale Cremonese | Totale Cremonese | Totale Cremonese | 222        | 14         |                 | 16              | 0               |                    | 1+                 | 0                  |             | -           | -           | 239+   | 14     |
| 1997-1998        | Verona           | B                | 27         | 2          | CI              | 3               | 1               | -                  | -                  | -                  | -           | -           | -           | 30     | 3      |
| 1998-1999        | Verona           | B                | 13         | 0          | CI              | 1               | 0               | -                  | -                  | -                  | -           | -           | -           | 14     | 0      |
| 1999-2000        | Verona           | A                | 13         | 0          | CI              | 0               | 0               | -                  | -                  | -                  | -           | -           | -           | 13     | 0      |
| Totale Verona    | Totale Verona    | Totale Verona    | 53         | 2          |                 | 4               | 1               |                    | -                  | -                  |             | -           | -           | 57     | 3      |
| 2000-2001        | Cosenza          | B                | 20         | 2          | CI              | 0               | 0               | -                  | -                  | -                  | -           | -           | -           | 20     | 2      |
| 2001-2002        | Cosenza          | B                | 13         | 1          | CI              | 1               | 0               | -                  | -                  | -                  | -           | -           | -           | 14     | 1      |
| Totale Cosenza   | Totale Cosenza   | Totale Cosenza   | 33         | 3          |                 | 1               | 0               |                    | -                  | -                  |             | -           | -           | 34     | 3      |
| gen.-giu. 2003   | Sassuolo         | C2               | 8          | 0          | CI              | -               | -               | -                  | -                  | -                  | -           | -           | -           | 16     | 1      |
| Totale carriera  | Totale carriera  | Totale carriera  | 381        | 26         |                 | 26+             | 2+              |                    | 1+                 | 0                  |             | -           | -           | 408+   | 28+    |

## Palmarès

### Giocatore

#### Competizioni nazionali
- Campionato italiano di Serie B: 1

Verona: 1998-1999

#### Competizioni internazionali
- Coppa Anglo-Italiana

Cremonese: 1992-1993